# Commission du commerce
La Commission du commerce (en anglais : Board of Trade) est un comité du Conseil privé du Royaume-Uni. Il trouve ses origines dans un comité d'enquête du XVIIe siècle, évoluant en une commission gouvernementale avec plusieurs fonctions.
En 1970, la Commission du commerce tombe sous l'autorité du département du Commerce et de l'Industrie, remplacé par le département des Affaires, de l'Innovation et des Compétences en 2009. À sa tête est le secrétaire d'État aux Affaires, à l'Innovation et aux Compétences, qui porte également le titre de président de la Commission du commerce, jusqu'à ce qu'en 2016, le secrétaire d'État au Commerce international ne le remplace dans cette fonction.
La Commission du commerce ne se réunit en entier qu'une fois depuis le milieu du XIXe siècle, ainsi que lors de la commémoration de son bicentenaire en 1986.

## Histoire
En 1621, Jacques Ier demande au Conseil privé d'établir un comité temporaire pour enquêter sur un déclin du commerce et les difficultés financières s'ensuivant. Le titre officiel de la commission reste depuis The Lords of the Committee of Privy Council appointed for the consideration of all matters relating to Trade and Foreign Plantations.
En 1696, Guillaume III choisit huit commissaires, fonctionnaires salariés de l'Empire, pour promouvoir le commerce international en Europe comme dans les plantations des États-Unis (alors colonie britannique) et ailleurs. La commission procède à ce travail mais voit également de longues périodes d'inactivité qui évoluent en désorganisation après 1761. Elle est abolie par les whigs de Rockingham en 1782.
William Pitt le Jeune recrée le comité en 1784, et un décret en conseil du 23 août 1786 fournit la base légale de l'organisation qu'on trouve aujourd'hui. Un secrétariat est établi, incluant le président, le vice-président et les membres de la commission. Après 1820, la commission cesse de se réunir régulièrement et le travail est entièrement mené par le secrétariat.
Au XIXe siècle, la commission joue un rôle de conseiller sur l'activité économique dans le Royaume-Uni et son empire. Dans la seconde moitié du siècle, elle gère également la législation concernant les brevets et marques déposées, la régulation des entreprises, le travail et les usines, le commerce maritime, l'agriculture, le transport, l'électricité, etc. Les affaires coloniales sont transférées au Bureau des Colonies et d'autres fonctions sont transférées à des départements nouvellement créés jusqu'au XXe siècle.

## Sources
- (en) Cet article est partiellement ou en totalité issu de l’article de Wikipédia en anglais intitulé « Board of Trade » (voir la liste des auteurs).
- (en) The Board of Trade 1621-1970 ; Department for Business Enterprise & Regulatory Reform
- (en) Council of trade and plantations 1696-1782 ; British History Online